# Ch (język programowania)
Ch – interpretowany język wysokiego poziomu będący rozszerzeniem języka C. Zawiera w sobie także elementy C++, Javy, Fortranu i Matlaba. Jest bardzo przenośny i nadaje się do wielu różnorodnych zastosowań, od inżynieryjnych po standardowe aplikacje GUI.